# Museo archeologico Villa Pisani Dossi
Il Museo archeologico "Villa Pisani Dossi" di Corbetta in provincia di Milano, racchiude gli anni di lavoro e di collezionismo dello scrittore scapigliato Carlo Dossi, eredità oggi gestita dalla sua famiglia.

## La sede del museo

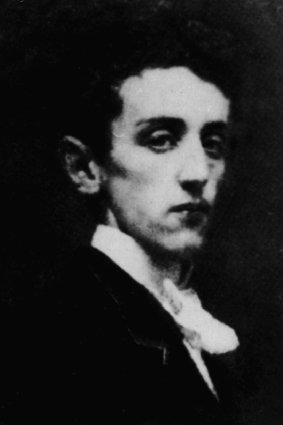
Carlo Dossi, letterato e fondatore dell'omonimo museo

La villa, situata a Corbetta nell'attuale via Mussi, fu costruita come villa di campagna verso la metà del Quattrocento dal conte Ambrogio Varese da Rosate, archiatra di Ludovico il Moro, su concessione del duca stesso. La dimora venne poi venduta dagli stessi conti Varese nel 1811 al commendatore Francesco Mussi (fratello del futuro sindaco di Milano Giuseppe Mussi) che, alla propria morte, lasciò la palazzina in eredità alla nipote Carlotta Borsani la quale, nel 1892, sposò il conte Carlo Alberto Pisani Dossi (Carlo Dossi). Il nobile diplomatico, da poco ritiratosi dalla sua attività, rimase sempre in contatto con architetti, pittori e letterati aderenti al movimento milanese della Scapigliatura, di cui egli stesso entrò a far parte. Molti di queste personalità di spicco per l'epoca vennero ospitati proprio nella villa di Corbetta.
Nel 1898, durante dei necessari lavori di consolidamento della struttura, il Dossi scoprì, sotto l'intonaco della casa, i resti della dimora quattrocentesca modificata e successivamente inglobata nella struttura attuale ed iniziò subito ad occuparsi del restauro ancora oggi ben visibile: fece riaprire le finestre originarie a sesto acuto in cotto, ricostruì il portone borchiato ed il camino con la canna fumaria sporgente dal fronte, completando i lavori con l'affresco della facciata decorato, per quanto possibile, con i motivi ornamentali a graffito rinvenuti. Gli interni della villa, di gusto elegante e raffinato, ospitano ancora oggi al loro interno il museo privato voluto dal Dossi e costituito da reperti archeologici di notevole valore e la biblioteca costituita da volumi e da documenti di varie epoche.

## Il museo

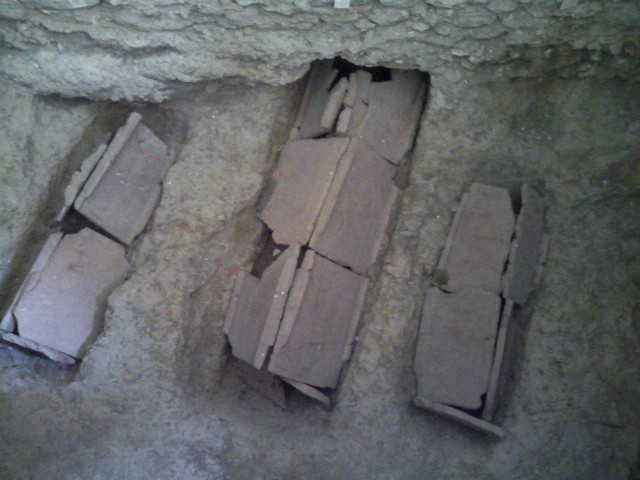
Tombe "alla cappuccina" simili a quelle ritrovate a Riazzolo dal Dossi

Il museo può essere suddiviso in due blocchi principali che si trovano in parti distinte del palazzo: al piano superiore si trova la collezione che è costituita da materiale proveniente da Roma, Colombia e Grecia dove il Dossi aveva soggiornato per incarichi diplomatici. Si tratta quindi di materiale di cui non è possibile stabilire l'esatta provenienza e il contesto di rinvenimento.
Al piano terra si trova il museo vero e proprio, con i reperti rinvenuti durante gli scavi effettuati dallo stesso Carlo Dossi a Corbetta e nei paesi limitrofi. La prima sala, dedicata proprio a Corbetta, accoglie una decina di tombe provenienti da sepolture locali oltre ad un umbone di scudo e ad alcune spade longobarde. Sul lato destro, all'interno di appositi armadi, è esposto invece il materiale proveniente dal Quartiere Isola Bellaria di Corbetta, area già abitata tra I e IV secolo e di particolare rilievo è un grande catino a fondo sabbiato ritrovato in loco.

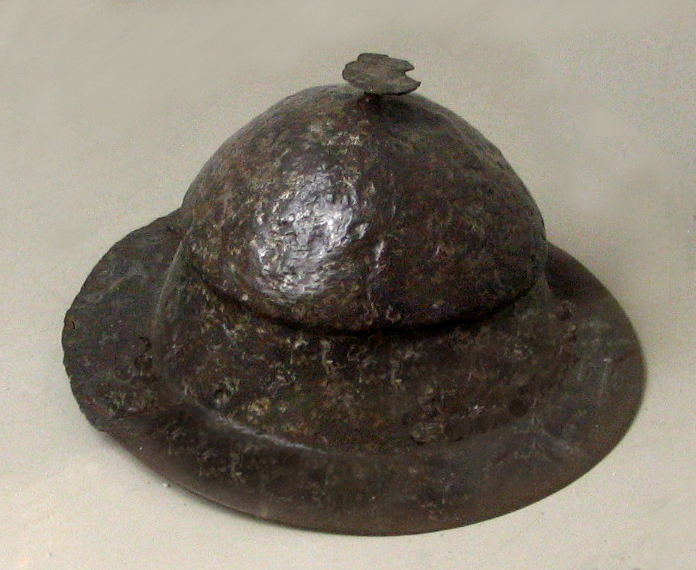
Un umbone simile a quello ritrovato dal Dossi nei suoi scavi

La seconda sala è dedicata ai reperti ritrovati a Santo Stefano Ticino, mentre la terza è interamente dedicata agli insediamenti ritrovati ad Albairate e nella frazione di Riazzolo. In questa sala si trovano tre tombe alla cappuccina ricostruite per volere del Dossi stesso con un intento chiaramente didattico. I materiali conservati in questa sala provengono da tre necropoli distinte: quella della Mischia, quella della Faustina, e quella della Vigna Streppa, dove la prima è ricca di materiale di origine celtica (II-I sec. a.C.) come uno splendido e raro ago per capelli in pasta di vetro colorata, mentre la seconda raccoglie prevalentemente materiale di origine romana.
La terza sala è dedicata infine alla necropoli della Scamozzina, una cascina nel territorio di Cisliano dove il Dossi trovò i reperti più antichi, databili al XIV-XIII secolo a.C. Tra gli oggetti di maggiore rilievo ricordiamo un'ascia neolitica risalente al III millennio a.C. che ancora oggi rappresenta uno dei reperti meglio conservati al mondo di questa categoria.
Tutto il materiale è stato accuratamente catalogato e suddiviso per luogo di rinvenimento e per tomba dallo stesso Dossi, con indicazioni della località, della data di scoperta e con una breve descrizione del reperto. Dove è stato possibile, inoltre, si sono ricostruite le tombe con i corredi funebri ritrovati, databili quasi tutti attorno al I secolo a.C.
Il museo ha una particolarità molto curiosa: esso è stato lasciato esattamente come lo ha voluto il Dossi, con il merito di essere stato il primo museo didattico in Italia e senza luce elettrica.

## La biblioteca

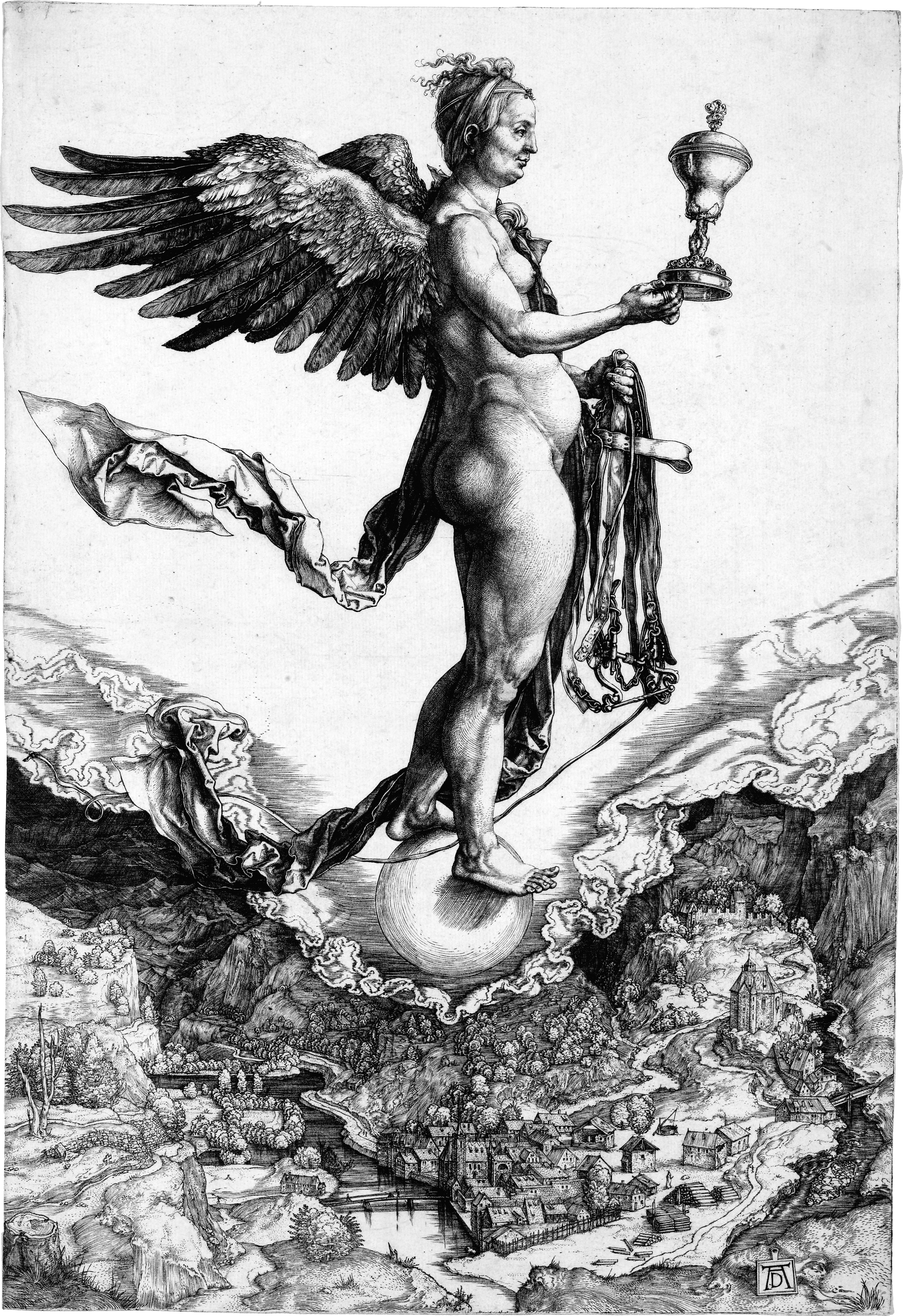
Nemesi di Albrecht Dürer in una copia conservata presso il Museo corbettese

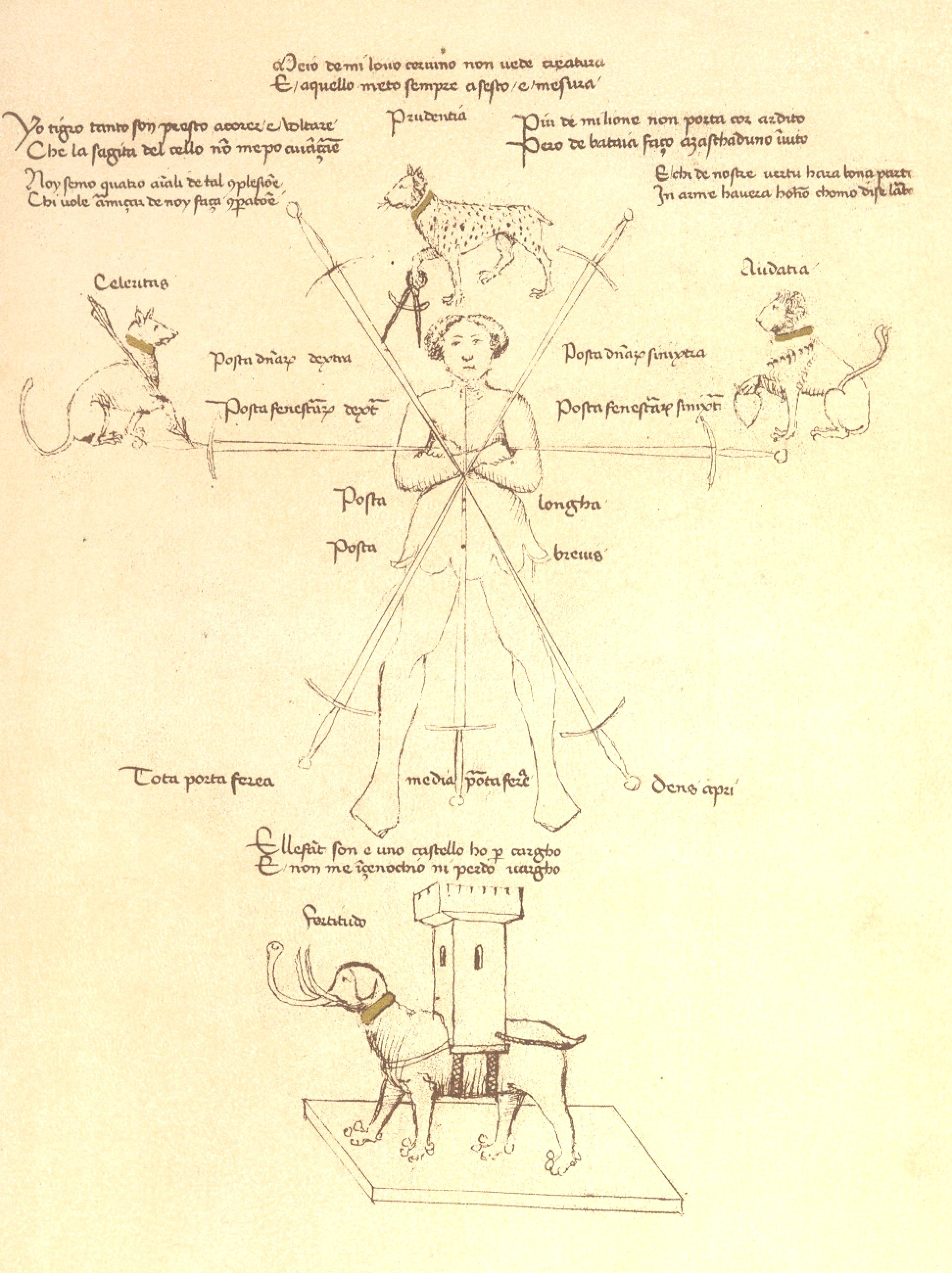
Il diagramma delle sette spade del volume Flos Duellatorum di Fiore dei Liberi da Premariacco della collezione Pisani-Dossi (fol. 17A). I quattro animali simboleggiano la prudenza (lince), la rapidità (tigre), l'audacia (leone) e la fortezza (elefante). Cfr. anche i cinque animali del Wuxingquan cinese.

All'interno del medesimo museo, è inoltre raccolta la vastissima biblioteca di libri e manoscritti che il Dossi ed i suoi eredi hanno collezionato ed arricchito col passare del tempo.
Essa consiste oggi in una mole di diverse migliaia di volumi (risalenti soprattutto al Seicento ed al Settecento). Tra questi merita una particolare attenzione una rarissima edizione del Flos Duellatorum (Flos Duellatorum in armis, sine armis, equester et pedester) di Fiore dei Liberi da Premariacco, uno dei più famosi ed antichi trattati di scherma e simbolismo esistenti al mondo, risalente al primissimo Quattrocento. La copia conservata a Corbetta è tra l'altro la più ricca delle tre originali conservate al mondo, e l'unica ad essere conservata in Italia (le altre si trovano negli Stati Uniti, nella Pierpont Morgan Library e al Getty Museum).
Sotto l'aspetto del materiale cartaceo, inoltre, non va dimenticata la presenza di numerosi documenti e scritti relativi alla casa ed alla sua amministrazione, che comprendono integralmente l'archivio della famiglia Varese da Rosate e quello della famiglia Mussi che furono proprietarie della villa.
All'interno della villa si estende poi anche la sezione della biblioteca privata del Dossi, comprendente le carte e gli appunti realizzati dallo scrittore scapigliato nel corso della sua attività, oltre ad un plico di appunti di archeologia. In queste sale trovano sede anche nove stampe cinquecentesche di Albrecht Dürer, tra le quali spiccano la Nemesi, Il cavaliere, la morte e il diavolo (1513), San Girolamo nella cella (1511), Melencolia I (1514), La grande fortuna (1502). Nella collezione si trova anche un ritratto di Carlo Dossi eseguito dall'amico e pittore Tranquillo Cremona.